# Partycypacja pracownicza w Niemczech
W Niemczech udział pracowników w zarządzaniu przedsiębiorstwem (niem. Unternehmensmitbestimmung) jest zagwarantowany ustawowo w spółkach kapitałowych zatrudniających ponad 500 pracowników, w formie wyboru przedstawicieli do rady nadzorczej lub zarządu.

## Partycypacja w poszczególnych kategoriach spółek
W spółkach zatrudniających więcej niż 500, lecz mniej niż 2 tys. pracowników strona pracownicza wybiera jedną trzecią składu rady nadzorczej.
W spółkach zatrudniających ponad 2 tys. pracowników licząca 12, 16 lub 20 osób rada nadzorcza składa się w połowie z przedstawicieli pracowników. Od dwóch do trzech pracowniczych członków rady stanowią delegaci związków zawodowych, resztę załoga wyłania w drodze wyborów spośród kandydatów zatrudnionych w danym przedsiębiorstwie. Gremium wybiera przewodniczącego i wiceprzewodniczącego ze swojego grona większością dwóch trzecich ustawowej liczby członków. Jeżeli większość ta nie zostanie osiągnięta, członkowie z ramienia udziałowców wybierają przewodniczącego, przedstawiciele pracowników - wiceprzewodniczącego, większością oddanych głosów. W pozostałych sprawach, w przypadku równej liczby głosów w dwóch turach, przewodniczący dysponuje w drugiej turze dwoma głosami.
W spółkach działających w górnictwie i hutnictwie, które zatrudniają ponad 1 tys. pracowników, do 11-osobowej rady nadzorczej wchodzi po pięciu przedstawicieli udziałowców i pracowników oraz jedna osoba neutralna, uzgodniona przez obie strony. Do zarządu wchodzi dyrektor pracy (Arbeitsdirektor), który nie może być wybrany wbrew większości głosów pracowniczych członków rady nadzorczej.